# Contrebasse à vent
La contrebasse à vent (ou contretuba) est un instrument classé dans la famille des cuivres. C'est le plus grave des tubas. De grande taille, il est généralement en si{\displaystyle \flat }, en ut, en mi♭ ou en fa et sert dans les orchestres symphoniques, les orchestres d'harmonie et les fanfares. La contrebasse à vent est équipée soit d'un système de pistons, soit d'un système de palettes (de 3 à 6).
Le musicien qui en joue est appelé le contrebassiste ou, moins souvent, le contrebasse. Le diminutif « contras » est aussi utilisé pour désigner cette section d'instruments.
Le terme de « contrebasse à vent » est également employé pour désigner d'autres instruments graves de la famille des cuivres, tels que le saxhorn contrebasse, le sousaphone ou l'hélicon.